# کریستیان سزنک
کریستیان سزنک (فرانسوی: Christian Seznec‎؛ زادهٔ ۱۹ نوامبر ۱۹۵۲) دوچرخه‌سوار اهل فرانسه است.
از باشگاه‌هایی که در آن رکاب زده‌است می‌توان به تیم دوچرخه‌سواری مرسیه اشاره کرد.